# أحمد توبة
أحمد توبة (مواليد 13 مارس 1998 في فرنسا) هو لاعب كرة قدم بلجيكي من أصل جزائري يجيد اللعب في مركز الجناح الأيسر أو الظهير الأيسر. لعب مع أندية من بينها نادي آر كي سي فالفيك الهولندي.
انضم إلى المنتخب الجزائري ولعب أول مباراة رسمية معه ضد المنتخب الموريتاني.

## روابط خارجية
- أحمد توبة على موقع الاتحاد البلجيكي (الإنجليزية)
- أحمد توبة على موقع اتحاد تركيا (لاعب) (الإنجليزية)
- أحمد توبة على موقع قاعدة بيانات كرة القدم.إي يو (الإنجليزية)
- أحمد توبة على موقع ليكيب (الفرنسية)
- أحمد توبة على موقع ناشيونال فوتبول تيمز (الإنجليزية)
- أحمد توبة على موقع Soccerway.com (الإنجليزية)
- أحمد توبة على موقع عالم كرة القدم.نت (الإنجليزية)